# Либерал-демократическая партия Молдовы
Либера́л-демократи́ческая па́ртия Молдо́вы (рум. Partidul Liberal Democrat din Moldova) — правоцентристская политическая партия в Республике Молдова.

## Руководство
- Владимир Филат — председатель ЛДПМ
- Сергей Бурлаку — вице-председатель ЛДПМ
- Руслан Вербицкий — вице-председатель ЛДПМ
- Пётр Влах — вице-председатель ЛДПМ
- Юлиан Давид — вице-председатель ЛДПМ
- Лидия Сандуляк — вице-председатель ЛДПМ
- Александр Чимбричук — вице-председатель ЛДПМ

## История

### Создание Либерал-демократической партии Молдовы (ЛДПМ)
8 октября 2007 года инициативная группа во главе с бывшим членом Демократической партии Молдовы, депутатом парламента Владом Филатом объявила об инициировании нового политического проекта либерал-демократической направленности. По словам представителей инициативной группы, новое формирование будет позиционировать себя в оппозиции к правящей ПКРМ и ее политическим союзникам — ХДНП и ДПМ. Инициативная группа объяснила необходимость создания Либерал-демократической партии Молдовы массовой неявкой граждан к урнам для голосования и большим числом неопределившихся избирателей, что свидетельствует о существовании широких социальных слоев, которые не могут сделать свой выбор в пользу какой-либо из существующих в стране политических партий. Среди членов инициативной группы были Александру Тэнасе, Михай Годя, Юлиан Фрунташу, Анжела Брашовяну, Андрей Малашевски, Валериу Стрелец, Вячеслав Негруцэ и др.

### Учредительный съезд Либерал-демократической партии Молдовы 8 декабря 2007 года
В учредительном съезде ЛДПМ участвовали 596 делегатов от 38 территориальных организаций формирования, а также гости, среди которых были представители дипломатического корпуса, аккредитованного в Кишиневе, средств массовой информации и гражданского общества. На съезде были утверждены Устав и Программа партии, а также избраны руководящие органы. Председателем ЛДПМ избрали депутата Влада Филата, а первыми вице-председателями — адвоката Александру Тэнасе и директора Центра «Contact» Михая Годю. Съезд утвердил также состав Национального политического совета, в который вошли 169 членов, представляющих все существующие территориальные организации формирования.
Съезд принял ряд резолюций, касающихся положения системы образования и молодежи в Республике Молдова; обеспечения свободы средств массовой информации; развития сельской местности, местной автономии и функционирования юстиции в Республике Молдова; создания конкурентоспособной экономики и благоприятного бизнес-климата; европейской интеграции и евроатлантического сотрудничества. Кроме того, были намечены основные стратегические задачи, которые партия должна будет выполнить для решения существующих проблем и для реформирования государства и молдавского общества.
После учредительного съезда ЛДПМ проявила большую политическую активность: она выдвинула целый ряд инициатив (например, инициативу о создании Совета по диалогу и сотрудничеству между АНМ, ЛП и ЛДПМ, который был призван координировать решения партий насчет формы участия в парламентских выборах 2009 года, инициативу о внесении поправок в Конституцию для изменения порядка избрания главы государства и формирования парламента) и провела акции протеста, связанные с важными для общества вопросами (положение преподавателей и земледельцев, подписание Соглашения о свободном перемещении граждан в приграничной зоне, свобода средств массовой информации и др.).

### II съезд ЛДПМ 27 сентября 2008 года
II съезд ЛДПМ состоялся в Бельцах. В нем приняли участие 547 делегатов от территориальных организаций партии и 195 гостей — преимущественно члены формирования, а также представители гражданского общества и средств массовой информации. В ходе съезда были утверждены изменения и дополнения в Устав ЛДПМ и обсуждена деятельность партии в период между съездами. Кроме того, было принято заявление, в котором делегаты дали оценку социально-экономической и политической ситуации в Республике Молдова и наметили задачи ЛДПМ на последующий период. Делегаты съезда единогласно согласились с тем, что динамизм, проявленный ЛДПМ после учредительного съезда, указывает на наличие у партии достаточного потенциала и энергии для того, чтобы пройти в законодательный орган по итогам парламентских выборов 2009 года и добиться изменения социально-экономической и политической ситуации в стране к лучшему.

### Уличные протесты в апреле 2009 года и «золотой голос»
После объявления предварительных результатов парламентских выборов, состоявшихся 5 апреля 2009 года, в соответствии с которыми Партия коммунистов Республики Молдова набрала 49.48% голосов или 60 мандатов в составе законодательного органа, в Кишиневе вспыхнули массовые протесты молодежи, которые переросли в разгром зданий парламента и президентуры. Участники протестов обвиняли ПКРМ в фальсификации результатов выборов. Вначале оппозиционные партии — Либеральная партия, Либерал-демократическая партия Молдовы и Альянс «Наша Молдова» — выразили свою солидарность с участниками акций, однако, когда 7 апреля 2009 года они вылились в погромы, лидеры оппозиционных партий отказались признать главенствующую роль в проведении протестов.
Меры, предпринятые после уличных протестов, в частности, пытки и жестокое обращение с молодыми людьми в комиссариатах полиции, заставили ЛП, ЛДПМ и АНМ занять жесткую позицию по отношению к ПКРМ. Так, эти три формирования заявили, что они не хотят способствовать сохранению коммунистов у власти и отказались обеспечить «золотой голос» (61-й голос), от которого зависело избрание президента страны. В итоге, провалившиеся попытки избрать главу государства привели к организации 29 июля 2009 года досрочных парламентских выборов.

### Альянс «За европейскую интеграцию»
8 августа 2009 года четыре из пяти партий, которые преодолели избирательный порог на досрочных парламентских выборах, состоявшихся 29 июля 2009 года, а именно ЛДПМ, ЛП, ДПМ и АНМ, подписали заявление о создании Правящей коалицииRO Альянс «За европейскую интеграции» (АЕИ). В Учредительном документе были закреплены 5 первоочередных целей, которых правящая коалиция намеревалась добиться: 1. восстановление правового государства; 2. преодоление социально-политического кризиса и обеспечение экономического роста; 3. децентрализация власти и обеспечение местной автономии; 4. территориальная реинтеграция РМ; 5. европейская интеграция Республики Молдова и продвижение сбалансированной, последовательной и ответственной внешней политики.
Правящая коалиция, у которой в парламенте было 53 мандата, избрала председателем законодательного форума лидера ЛП Михая Гимпу, а 25 сентября 2009 года утвердила новый состав правительства, назначив премьер-министром лидера ЛДПМ Влада Филата. Альянс «За европейскую интеграцию I» прекратил свою деятельность после двух неудачных попыток избрать президента Республики Молдова, за которыми последовали досрочные парламентские выборы, организованные 28 ноября 2010 года.

### III внеочередной съезд ЛДПМ 19 декабря 2009 года
Делегаты съезда обсудили социально-политическую и экономическую ситуацию в стране и проблемы, связанные с деятельностью ЛДПМ в качестве правящего формирования. Также они дали новое определение доктрине партии, вследствие чего ЛДПМ стала консервативным формированием. На форуме была принята Политическая декларация съезда, в которой делегаты приветствовали приход Либерал-демократической партии Молдовы к власти. На съезде выступил и председатель Ассоциации «Парламент 90» Петру Сандулаки, который представил заявление о вступлении в ЛДПМ, поданное группой депутатов первого парламента Республики Молдова (1990–1994). В съезде приняли участие 1800 делегатов от территориальных организаций партии.

### Василкэу, Нагачевски, Гелич и Виеру покидают ЛДПМ
9 июня 2010 года в своем заявлении для прессы писатель Траян Василкэу объявил о том, что покидает Либерал-демократическую партию Молдовы, обвинив руководство формирования в «национальной безнравственности». По его словам, он не хочет служить «бывшим коммунистам, которые в одночасье стали членами ЛДПМ». 11 августа 2010 года адвокат Виталие Нагачевски объявил о своем выходе из состава Либерал-демократической партии. Свой шаг он объяснил тем, что согласился защищать в суде бизнесмена Влада Плахотнюка и ему не хочется, чтобы это отрицательно сказалось на имидже ЛДПМ. Другим не менее важным доводом стало то, что гонорар, предложенный его клиентом, но и само судебное дело служат для него мотивацией. 5 октября 2010 года в ходе пресс-конференции Федор Гелич сообщил о том, что выходит из ЛДПМ, поскольку разочарован политикой, которую проводит формирование. В ноябре и член ЛДПМ Кэлин Виеру объявил, что выходит из партии, так как она «состоит из других элементов, которые не значатся в таблице Менделеева», а суть ее иная и, вероятно, именно по этим причинам, он уже не видит себя в рядах формирования.

### Альянс «За европейскую интеграцию II»
После нескольких раундов переговоров по формированию постэлекторальной коалиции, 30 декабря 2010 года Либерал-демократическая партия Молдовы, Демократическая партия Молдовы и Либеральная партия подписали Соглашение о создании Альянса «За европейскую интеграцию II»RO. Лидеры АЕИ извинились перед гражданами за то, что держали их в напряжении целый месяц, пока длились переговоры, и пообещали, что эти три формирования проявят политическую культуру и организаторские способности для того, чтобы обеспечить долгосрочное управление страной. В новом Соглашении были закреплены 7 приоритетов управления АЕИ: Европейская интеграция; Реинтеграция страны; Эффективная и сбалансированная внешняя политика; Верховенство закона; Долгосрочный экономический рост; Борьба с бедностью; Качественные публичные услуги; Децентрализация власти. Кроме того, на основании указанного документа был создан Совет Альянса за европейскую интеграцию, состоящий из 9 членов — по 3 от каждой партии. Решения в рамках новосозданного совета предполагалось принимать на основании консенсуса.
Правящая коалиция, которая располагала в парламенте 59 мандатами, избрала председателем законодательного органа лидера ДПМ Мариана Лупу, а 14 января 2011 года утвердила новый состав правительства во главе с лидером ЛДПМ Владом Филатом.

### ЛДПМ получила статус наблюдателя в ЕНП
10 февраля 2011 года Политический совет Европейской народной партии (European People’s Party) единогласно утвердил в Брюсселе кандидатуру Либерал-демократической партии Молдовы в качестве члена-наблюдателя ЕНП. «ЛДПМ — надежный партнер, ЛДПМ соответствует всем критериям, необходимым, чтобы ее приняли в самую влиятельную европейскую политическую семью», — подчеркнул председатель ЕНП Вильфрид Мартенс. ЛДПМ подала заявление о присоединении к ЕНП в конце 2009 года (Европейская народная партия была основана в 1976 году, она представляет политическую семью 74 правоцентристских партий из 39 стран).

### Слияние между ЛДПМ и АНМ
22 марта 2011 года в ходе пресс-конференции лидер Либерал-демократической партии Молдовы Влад Филат и лидер Альянса «Наша Молдова» Серафим Урекян подписали Соглашение о слиянии двух политических формирований. Как гласил документ, АНМ идет на слияние путем поглощения, а объединенная партия сохранит статус юридического лица, название, аббревиатуру, постоянный символ и электоральный символ Либерал-демократической партии Молдовы. По словам председателя ЛДПМ Влада Филата, слияние двух политических партий способствует сплочению демократических сил в преддверии всеобщих местных выборов, назначенных на июнь 2011 года, гарантируя положительный результат участия в избирательной гонке.

### IV съезд ЛДПМ 10 апреля 2011 года
В ходе съезда упор был сделан на этап, предшествующий всеобщим местным выборам, назначенным на июнь 2011 года. В этой связи лидер формирования Влад Филат проинформировал, что генеральный секретарь правительства Виктор Бодю выдвинут в качестве кандидата ЛДПМ на должность генерального примара мун. Кишинева. В свою очередь министр юстиции Александру Тэнасе объявил, что подает в отставку с должности первого вице-председателя ЛДПМ и отказывается от качества члена партии в связи со своим назначением судьей Конституционного суда. Новым первым вице-председателем ЛДПМ единогласно избрали Юрие Лянкэ. Делегаты съезда утвердили изменения в Программу и Устав ЛДПМ, Соглашение об объединении путем поглощения партии Альянс «Наша Молдова», а также проголосовали за новый состав Национального политического совета. В форуме приняли участие более 2400 делегатов со всей страны.

### Михай Годя покидает ЛДПМ и баллотируется в качестве самовыдвиженца на местных выборах 2011 года
На состоявшемся 4 мая 2011 года заседании актива ЛДПМ первый вице-председатель формирования Михай Годя объявил, что покидает ряды партии, поскольку нынешняя ЛДПМ отличается от созданной в 2007 году, и он не доволен отклонением партии от ценностей и принципов, на основе которых она создавалась. По поводу всеобщих местных выборов, которые предстояли в июне 2011 года, Михай Годя заявил, что скептически рассматривает кандидатуру ЛДПМ на должность генерального примара. По его словам, «это не самый удачный выбор». «В партии было достаточно выдающихся людей, которых можно было выдвинуть. Решение однако принял лидер партии Владимир Филат», — подчеркнул Михай Годя, говоря о кандидатуре Виктора Бодю. Затем Михай Годя объявил, что будет баллотироваться на должность столичного градоначальника в качестве независимого кандидата.

### V съезд ЛДПМ 11 декабря 2011 года
В работе съезда приняли участие 2000 делегатов и гостей от территориальных организаций партии, а также евродепутаты, дипломаты, представители гражданского общества и СМИ. В ходе форума Влада Филата переизбрали председателем Либерал-демократической партии Молдовы на четырехлетний срок единогласным решением участников съезда, которые пользовались правом голоса. По поводу дальнейших планов ЛДПМ Влад Филат заявил, что партия и далее ратует за демократическое управление и за сохранение Альянса «За европейскую интеграцию». По завершении форума делегаты утвердили изменения в Программу и Устав формирования, проголосовали за новый состав Национального политического совета и приняли Политическую декларацию V съезда ЛДПМ.

### Гарантии о недопущении участия в иных правящих альянсах кроме АЕИ
16 декабря 2011 года лидеры трех партий, входящих в Альянс «За европейскую интеграцию, а именно ЛДПМ, ДПМ и ЛП, подписали Приложение к Соглашению о создании Альянса За европейскую интеграцию»RO. Как гласил документ, подписавшие его стороны не допустят иного правящего альянса кроме АЕИ, обязуются обеспечить полную политическую поддержку правительству АЕИ, парламенту и президентуре, будут проводить деполитизацию правоохранительных учреждений. Кроме того, срок мандата президента Республики Молдова, избранного парламентом XIX созыва, не превысит срока мандата парламента и он добровольно сложит с себя президентские полномочия.

### Референдум по вопросу упрощения процедуры избрания главы государства
После неоднократных неудачных попыток избрать главу государства, 15 января 2012 года партии, сформировавшие Альянс «За европейскую интеграцию», подписали публичное заявление о путях урегулирования конституционного кризиса и обеспечении политической стабильности в последующий период. Лидеры ЛДПМ, ДПМ и ЛП предложили организовать конституционный референдум по вопросу упрощения процедуры избрания президента не позднее, чем в апреле 2012 года, а не позже, чем через месяц после признания его результатов действительными, приступить к избранию главы государства. Однако позднее, в ходе телепередачи 10 февраля 2012 года, лидеры АЕИ объявили, что отказываются от намерения проводить конституционный референдум и возвращаются к избранию президента страны в рамках парламента.

### Компромиссный кандидат АЕИ на должность главы государства
После неоднократных дискуссий с «группой Додона» (депутаты, покинувшие фракцию ПКРМ — Игорь Додон, Зинаида Гречаный и Вероника Абрамчук), направленных на поиск компромиссного кандидата на должность главы государства, в ходе созванной 12 марта 2012 года пресс-конференции лидеры АЕИ сообщили, что поддержат Николае Тимофти — председателя Высшего совета магистратуры, политически неангажированного кандидата на должность главы государства. Через четыре дня, то есть 16 марта 2012 года, Николае Тимофти избрали президентом Республики Молдова. За него проголосовали 58 депутатов Альянса «За европейскую интеграцию», 3 депутата, входящих в группу социалистов во главе с Игорем Додоном, и неприсоединившийся депутат Михай Годя.

### Заседание Национального политического совета 13 октября 2012 года
В ходе заседания были внесены изменения в именной состав Национального политсовета. Так, за действия, несовместимые с уставными нормами, Валериу Косарчук и Пантелей Сандулаки утратили качество члена партии. Кроме того, совет обсудил и утвердил структуру и название 20 профильных департаментов партии. По предложению председателя ЛДПМ Влада Филата НПС избрал ректора Молдавской экономической академии Григоре Белостечника на должность вице-председателя формирования, курирующего сферу просвещения.

### Распад Альянса «За европейскую интеграцию II»
Сокрытие трагического инцидента, который произошел в декабре 2012 года в заповеднике «Padurea Domneasca» и к которому была причастна целая группа судей, прокуроров и государственных служащих, привело впоследствии к отставке целого ряда чиновников, а также к пересмотру алгоритма разделения ряда высоких должностей, предусмотренного в Соглашении о создании АЕИ II. Взаимные обвинения между партиями, входящими в AIE II, касательно трагического происшествия, а также рейдерские захваты нескольких финансовых учреждений способствовали распаду Альянса «За европейскую интеграцию II».
13 февраля 2013 года лидер ЛДПМ Влад Филат объявил, что Либерал-демократическая партия Молдовы выходит из Учредительного соглашения Альянса «За европейскую интеграцию II». По его словам, некоторые партии, находящиеся у власти формально, пытались чинить различные препоны и препятствовать процессу управления, который они воспринимают как политическую деятельность одного лишь формирования. Влад Филат также подчеркнул, что политическое соглашение об учреждении АЕИ следует пересмотреть, «так как в своей нынешней форме оно стало тормозом в осуществлении процесса управления и приводит к олигархизации и криминализации страны».
15 февраля 2013 года Национальный центр по борьбе с коррупцией провёл обыски в здании правительства и Налоговой инспекции, в результате чего начальника Государственной налоговой службы Николай Викола арестовали по подозрению в пассивном коррумпировании и злоупотреблении служебным положением. В этот же день в результате совместного голосования ЛДПМ и ПКРМ упразднили должность первого вице-председателя парламента, которую занимал Влад Плахотнюк. До этого Плахотнюк объявил о своей отставке и призвал Влада Филата подать в отставку с должности премьер-министра.
5 марта 2013 года парламентские фракции ДПМ и ПКРМ, группа социалистов и неприсоединившиеся депутаты Михай Годя и Сергей Сырбу выразили вотум недоверия правительству Республики Молдова во главе с премьер-министром Владом Филатом. Резолюцию о вотуме недоверия выдвинула Партия коммунистов Республики Молдова в ходе заседания законодательного органа, состоявшегося 28 февраля 2013 года. Тогда коммунисты сослались на то, что кабинет министров стал эпицентром коррупционных скандалов, а многие члены правительства замешаны в преступных и коррупционных схемах, которые наносят ущерб бюджету государства.

### Коалиция проевропейского правления
После отставки правительства во главе с Владом Филатом Либерал-демократическая партия Молдовы инициировала консультации о создании новой правящей коалиции. 10 апреля 2013 года президент Николае Тимофти назначил Влада Филата кандидатом на должность премьер-министра, однако с его кандидатурой не согласились ДПМ и ЛП. Председатель Либеральной партии Михай Гимпу категорически высказался против кандидатуры Влада Филата и предпочел, чтобы его формирование перешло в оппозицию. Затем, 12 апреля 2013 года, группа депутатов, министров, заместителей министра и лидеров территориальных структур Либеральной партии во главе с депутатом Ионом Хадыркэ объявили о создании Совета по реформированию Либеральной партии. Группа реформаторов сообщила, что продолжит дискуссии для преодоления политического кризиса и избрания премьер-министра.
Последовало постановление Конституционного суда Республики Молдова от 22 апреля 2013 года, которым Влада Филата лишили права претендовать на должность премьера, так как «премьер-министр, отправленный в отставку по подозрению в коррупционных деяниях, не может исполнять свой мандат». После этого, 25 апреля 2013 года, ЛДПМ и ПКРМ проголосовали за отставку Мариана Лупу с должности председателя парламента. После периода консультаций, 14 мая 2014 года ЛДПМ назначила Юрия Лянкэ кандидатом на должность премьер-министра, а днем позже его кандидатуру одобрил президент страны.
На состоявшемся 30 мая 2013 года заседании парламента депутаты проголосовали по новому составу правительства Коалиции проевропейского правления во главе с премьер-министром Юрие Лянкэ. За новый кабинет министров проголосовали фракции ЛДПМ и ДПМ, семь депутатов из группы либералов-реформаторов, группа Мишина, а также депутаты Сергей Сырбу и Вероника Абрамчук. Фракция либералов во главе с Михаем Гимпу (пять депутатов) от голосования воздержалась, а группа социалистов и неприсоединившийся депутат Михай Годя проголосовали против. Утверждению правительства во главе с Юрие Лянкэ предшествовало избрание дипломата Игоря Кормана (ДПМ) на должность спикера парламента.

### Вячеслав Негруцэ подал в отставку с должности министра финансов и покинул ЛДПМ
После отставки с должности главы Минфина в августе 2013, Вячеслав Негруцэ подал заявление об отставке из состава Либерал-демократической партии Молдовы. В сентябре 2013 он настоял на выходе из состава всех руководящих органов партии, Политического бюро и Национального совета ЛДПМ. Бывший министр сослался при этом на несовместимость со своей будущей профессиональной деятельностью.

### VI съезд ЛДПМ 8 декабря 2013
Съезд прошел под девизом «Вперед — ни шагу назад», а в его ходе был сделан упор на этап, который предшествовал парламентским выборам 2014 года. В ходе форума Влада Филата единогласно переизбрали председателем ЛДПМ и были внесены изменения в Устав формирования. По словам лидера либерал-демократов, парламентские выборы 2014 года станут решающими для европейского и демократического будущего Республики Молдова. На VI съезде ЛДПМ также приняли Политический манифест, закрепляющий приоритеты партии на ближайшую и на среднесрочную перспективу. Делегаты обсудили программу реформ в сфере просвещения и сельского хозяйства, действия ЛДПМ, направленные на продвижение предпринимательства и открытие большего числа рабочих мест.
В работе съезда приняли участие 4500 членов партии, которые представляли все территориальные организации, в том числе 31 депутат, 320 примаров, 15 председателей районов, министры и заместители министра, а также более 300 отечественных и зарубежных гостей.

### Соглашение о сплочении проевропейских сил на местном уровне
12 марта 2014 года Либерал-демократическая партия Молдовы, Демократическая партия Молдовы и Либерал-реформаторская партия подписали Соглашение о сплочении проевропейских сил на местном уровнеRO. Эти три формирования обязались пересмотреть положение районных и муниципальных коалиций с тем, чтобы обеспечить эффективное местное управление, основывающееся на взаимодействии партий, которые входят в Проевропейскую правящую коалицию. В соответствии с подписанным соглашением, ЛДПМ, ДПМ и ЛРП обязались проявить солидарность при продвижении общенациональной цели по интеграции в ЕС, предотвратить любую инициативу, направленную на ее подрыв, и внедрять на местном уровне цели Программы управления Проевропейской коалиции.

### Политический альянс «За европейскую Молдову»
Учредительное соглашениеRO нового политического альянса было подписано 23 января 2015 года после политического тупика и неудачных попыток в течение двух месяцев сформировать парламентское большинство в результате парламентских выборов, которые состоялись 30 ноября 2014 года. В состав миноритарного альянса вошли Либерал-демократическая партия Молдовы (вначале она заручилась 23 депутатскими мандатами, но потом, когда фракцию покинули Юрие Лянкэ и Еуджен Карпов, осталась с 21 мандатом) и Демократическая партия Молдовы (19 мандатов).
В день подписания соглашения о создании миноритарной коалиции голосами депутатов от ЛДПМ, ДПМ и ПКРМ председателем парламента избрали Андриана Канду, которого выдвинула Демпартия, а вице-председателями — Лилиану Палихович (ЛДПМ) и Владимира Витюка (ПКРМ). Затем, 18 февраля 2015 года, голосами 60 депутатов ЛДПМ, ДПМ и ПКРМ утвердили правительство во главе с Кириллом Габуричем.

### Юрие Лянкэ покидает ЛДПМ и объявляет о новом политическом проекте
28 января 2015 года Юрие Лянкэ был назначен президентом Николае Тимофти в качестве кандидата на должность премьер-министра, однако в ходе заседания парламента, состоявшегося 12 февраля, он не набрал достаточного количества голосов, чтобы сформировать новое правительство. 18 февраля новый кандидат, предложенный на должность главы кабинета министров, Кирилл Габурич, заручился вотумом доверия со стороны депутатов ЛДПМ, ДПМ и ПКРМ. В общей сложности за него проголосовали 60 депутатов. Юрие Лянкэ и Еуджен Карпов от голосования воздержались.
26 февраля 2015 года в ходе брифинга депутат Юрие Лянкэ проинформировал о своем выходе из состава ЛДПМ и инициировании нового политического проекта. «Я принял решение с сегодняшнего дня подать в отставку с должности первого вице-председателя ЛДПМ, выйти из состава партии и из состава ее парламентской фракции. Я пошел на этот шаг, так как ЛДПМ утратила свою идентичность и оказалась в заложниках групповых интересов, а также аппетитов Владимира Воронина и ПКРМ», — заявил он.

### Известные активисты ЛДПМ один за другим покидают формирование
После того, как депутат Юрий Лянкэ объявил о решенит покинуть фракцию и партию, другой представитель ЛДПМ — Евгений Карпов — сообщил 27 февраля 2015 года о своем выходе из состава парламентской фракции ЛДПМ. Он объяснил принятое решение тем, что действия партии уже не соответствуют обещаниям, сделанным в ходе предвыборной кампании.
Затем на протяжении 2015 года о своем выходе из состава партии объявили Николай Журавский и Пётр Штирбате. В 2016 году их примеру последовали вице-председатель ЛДПМ Петру Бодарев, заместитель министра обороны Александру Чимбричук и депутат Октавиан Грама. В этот же период ряды формирования покинули многие примары и местные советники из различных районов страны.

### Альянс «За европейскую интеграцию III»
Учредительное соглашениеRO нового альянса 23 июля 2015 года подписали ЛДПМ, ДПМ и ЛП. Формированию альянса предшествовала отставка премьер-министра Кирилла Габурича, о которой он объявил 12 июля 2015 года после появления в СМИ многочисленных сообщений о том, что глава правительства указал в своем резюме недостоверные сведения о полученном образовании.
Майя Санду, которую ЛДПМ выдвинула в качестве кандидата на должность премьера, озвучила пакет условий для того, чтобы согласиться занять должность (в том числе назначение нового президента Национального банка Молдовы и нового генерального прокурора). Остальные составляющие альянса (ДПМ и ЛП) дали понять, что не станут поддерживать ее кандидатуру. Новый кандидат либерал-демократов, Валериу Стрелец, был утвержден в должности премьер-министра в результате голосования парламента 30 июля 2015 года. До назначения нового главы правительства ВРИО премьер-министра была министр иностранных дел и европейской интеграции Наталья Герман.

### Лишение Влада Филата парламентской неприкосновенности и его осуждение
15 октября 2015 года, на первом заседании парламента в ходе осенне-зимней сессии, лидера ЛДПМ Влада Филата лишили парламентской неприкосновенности (голосами 79 депутатов от ДПМ, ЛП, ПКРМ и ПСРМ) после того, как соответствующее требование на пленарном заседании законодательного органа озвучил генеральный прокурор Корнелий Гурин. Он заявил, что существуют подозрения, а также есть показания Илана Шора о том, что Влад Филат непосредственно причастен к хищениям из банка «Banca de Economii», коррупционным деяниям и извлечению выгоды из влияния. В скором времени после лишения неприкосновенности Влада Филата задержали на 72 часа прямо в парламенте и доставили в Национальный центр по борьбе с коррупцией.
На протяжении 8 месяцев его ареста состоялось немало судебных заседаний, которые, однако, проходили за закрытыми дверьми, а 27 июня 2016 года суд сектора Буюкань приговорил Влада Филата к 9 годам тюремного заключения с исполнением приговора и штрафу в размере 60 тыс. леев с конфискацией имущества и лишением права занимать какую-либо публичную должность на протяжении пяти лет.

### Отставка правительства Стрельца
22 октября 2015 года группа депутатов от ПКРМ и ПСРМ зарегистрировала в парламенте резолюцию о выражении вотума недоверия правительству во главе с премьер-министром Валериу Стрельцом. Основанием для этого послужили «подозрения в коррупции» и «отмежевание премьера от своей должности в момент высказываний в поддержку Влада Филата (находившегося под предварительным арестом)». Как следствие, 29 октября 2015 года правительство Стрельца отправили в отставку голосами 65 депутатов ДПМ, ПКРМ и ПСРМ. «Против» проголосовали 18 депутатов ЛДПМ, фракция ЛП от голосования воздержалась.

### Восемь депутатов от ЛДПМ проголосовали за правительство Филипа
20 января 2016 года, несмотря на народные протесты у здания законодательного органа, правительство во главе с Павлом Филипом утвердили в должности. Из-за блокирования парламентской трибуны депутатами от ПСРМ не удалось представить программу деятельности правительства и пришлось отказаться от раунда вопросов и ответов. Новый состав правительства утвердили голосами 57 депутатов: 20 от фракции ДПМ, 13 от фракции ЛП, 14 бывших депутатов-коммунистов, 2 экс-депутата ЛДПМ и 8 депутатов от ЛДПМ, которых затем исключили из состава фракции: Ион Балан, Валерий Гилецкий, Алёна Гоца, Штефан Крянгэ, Георгий Мокану, Нае-Симион Плешка, Михаэла Спатарь и Владимир Хотиняну.

### VII съезд ЛДПМ 18 июня 2016 года
Съезд избрал новый состав Национального политического совета и утвердил изменения в Устав и Программу партии. Председателем ЛДПМ большинством голосов избрали бывшего главу Минобороны Виорела Чиботару. Новоизбранный лидер заявил, что оказанное доверие — огромная честь для него, также он подчеркнул, что главная задача партии состоит в ее укреплении и реформировании. «Кризис в ЛДПМ закончился. Думаю, отныне партия будет более активной и решительной, сумет разрабатывать публичную политику и внедрять ее. Мы продолжим реформировать и укреплять партию, проявлять политическую активность. Приоритеты гражданина остаются главной задачей ЛДПМ», — отметил Виорел Чиботару.

## Результаты на выборах
На парламентских выборах 2009 года Либерально-демократическая партия Молдовы вместе с другими оппозиционными силами не признала победы правящей Партии коммунистов Республики Молдова, что привело к массовым беспорядкам.
На досрочных парламентских выборах 29 июля 2009 года Либерально-демократическая партия Молдовы получила 16,57 % голосов избирателей и 18 (из 101) мест в парламенте страны и вместе с Либеральной партией, Демократической партией Молдовы и Альянсом «Наша Молдова» образовала правящий Альянс «За европейскую интеграцию».
На досрочных парламентских выборах 28 ноября 2010 года Либерально-демократическая партия Молдовы получила 29,42 % голосов избирателей и 32 (из 101) мест в парламенте страны.
Либерально-демократическая партия Молдовы приняла участие во всеобщих местных выборах 5 июня 2011 года, получив следующие результаты:
- В Mуниципальные и районные советы - 22,62 % голосов и 300 мандатов.
- В Городские и сельские советы - 25,33 % голосов и 3 040 мандатов.
- 286 кандидатов партии были избраны примарами (31,85 %).

На парламентских выборах 2014 года Либерал-демократическая партия Молдовы получила 20,16 % голосов избирателей и 23 (из 101) мест в парламенте страны.
Либерально-демократическая партия Молдовы приняла участие во всеобщих местных выборах 14 июня 2015 года, получив следующие результаты:
- В Mуниципальные и районные советы - 18,28 % голосов и 259 мандатов.
- В Городские и сельские советы - 22,23 % голосов и 2 746 мандатов.
- 285 кандидатов партии были избраны примарами (31,81 %).

### Количество депутатов ЛДПМ (с 2009)
|  |

### Отданные за ЛДПМ голоса (с 2009)
|  |